# Грайфенштайн (замок, Гессен)
Замок Грайфенштайн (нем. Burg Greifenstein) — замок, расположенный в одноимённой местности в районе Лан-Дилль (долина рек Дилль и Лан — притока реки Рейн в Гессене).

## Географическое расположение
Крепость расположена на горе у Дилльвестервальдеса на высоте 441 метр над уровнем моря — самое высокое место в районе Лан-Дилль. Замок Грайфенштайн — далеко видимый маяк на местности.

## История
Замок впервые упомянут в истории в 1160 году. В 1129 году крепость разрушили графы Насауер и Солмсер, так же, как и крепость Лихтенштейна, которая никогда больше не была восстановлена. В 1315 году в качестве залога за долги крепость от дома Габсбургов (Альбрехт (Albercht) I заставил продать её Грайфенштайнам) перешла графам Нассау. После того как крепость сменила несколько разных владельцев она пришла в упадок к 1676 году, когда граф Вильгельм Мотриц фон Солмс-Грайфенштайн перестроил её в замок в стиле барокко. А в 1963 году, когда граф переехал в Браунфельс, замок стал разрушаться. В 1969 году развалины замка были переданы вновь созданному Грайфенштайскому обществу и до сегодняшнего дня находятся на содержании общественности, то есть на средства посетителей замка и открытого здесь ресторана. А в 1995 году замок Грайфенштайн внесён в список памятников национального значения Германии. С 2005 года в замке существует зал бракосочетаний.

## Устройство
Кольцевая дорога по горной местности ведёт к тюрьме с орудиями пыток, оружейным и винным подвалам, камерам и винтовой лестнице, ведущей в двуглавую башню. На шпиле, на одной из башен находится флюгер-гриф, а в башне находится колокольня с тремя колоколами. Достопримечательностью, кроме музеев, в деревне и на горе является одна из немногих в Германии двухэтажная часовня, в ней находятся фрески, бойницы и казематы. Сооружена она в 1462 году как часовня-крепость Святой Екатерины в готическом стиле. Во время перестройки двор замка был засыпан, в результате чего часовня оказалась под землёй. А с 1687 по 1702 года поверх часовни-крепости была построена новая церковь в стиле барокко. Верхняя и нижняя церкви соединяются лестницей.

## Собрание колоколов
С 1984 года в бойнице нашло пристанище собрание колоколов. Посетители выставки могут осмотреть более 40 колоколов, а также могут попробовать позвонить в них сами. Здесь расскажут о технике и истории колокольного звона.

## Галерея

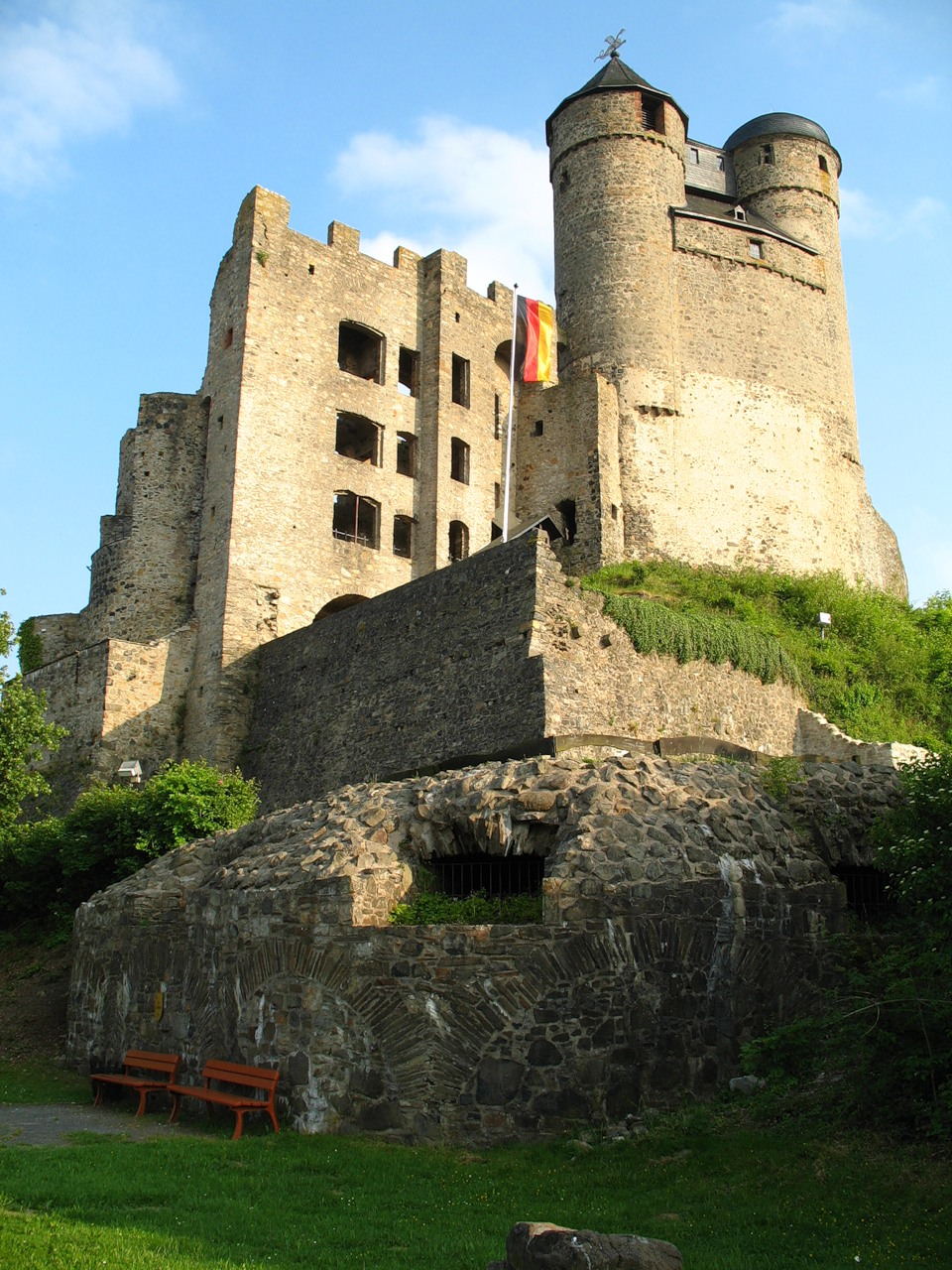
Замок Грайфенштайн
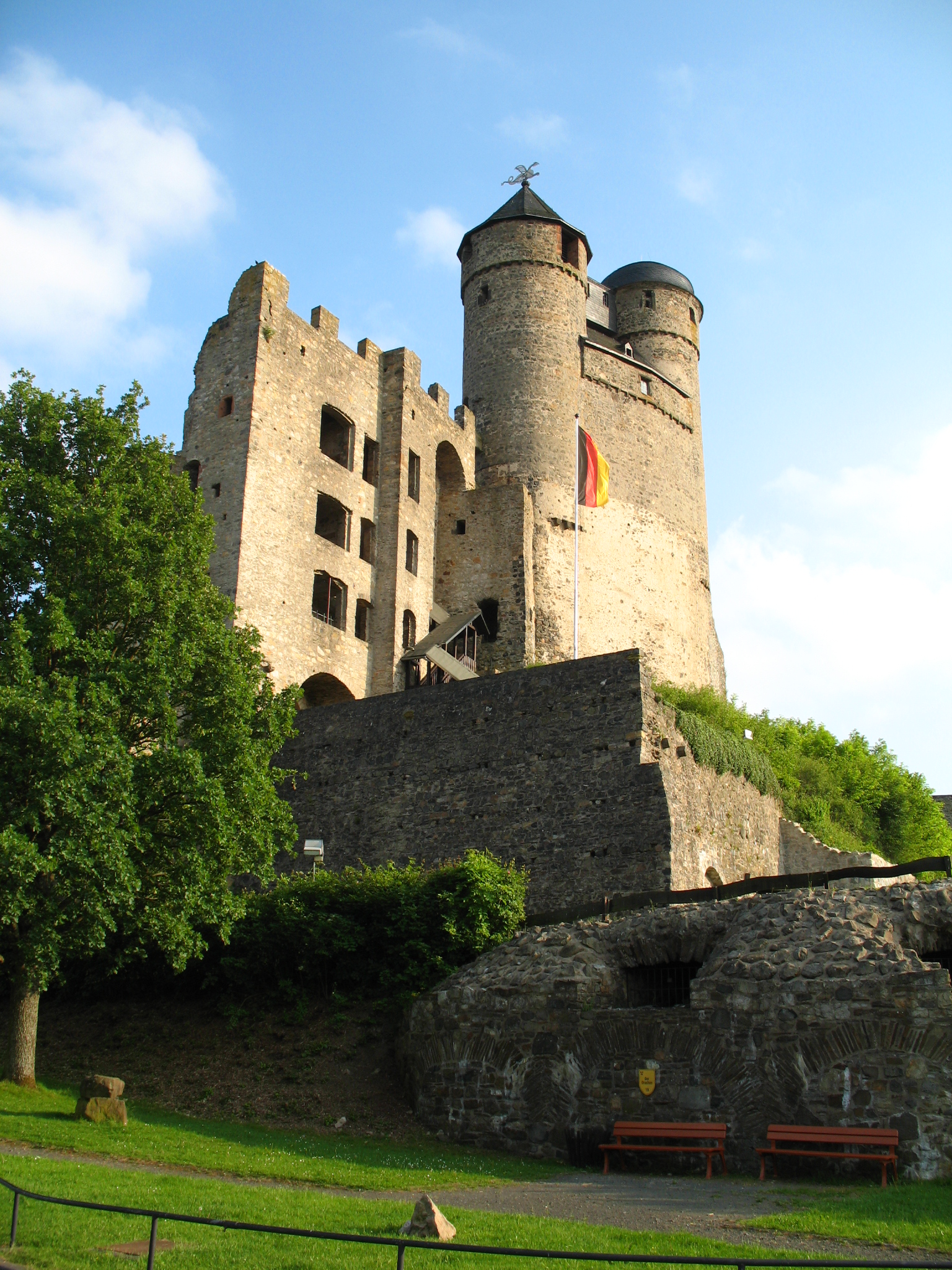
Замок Грайфенштайн
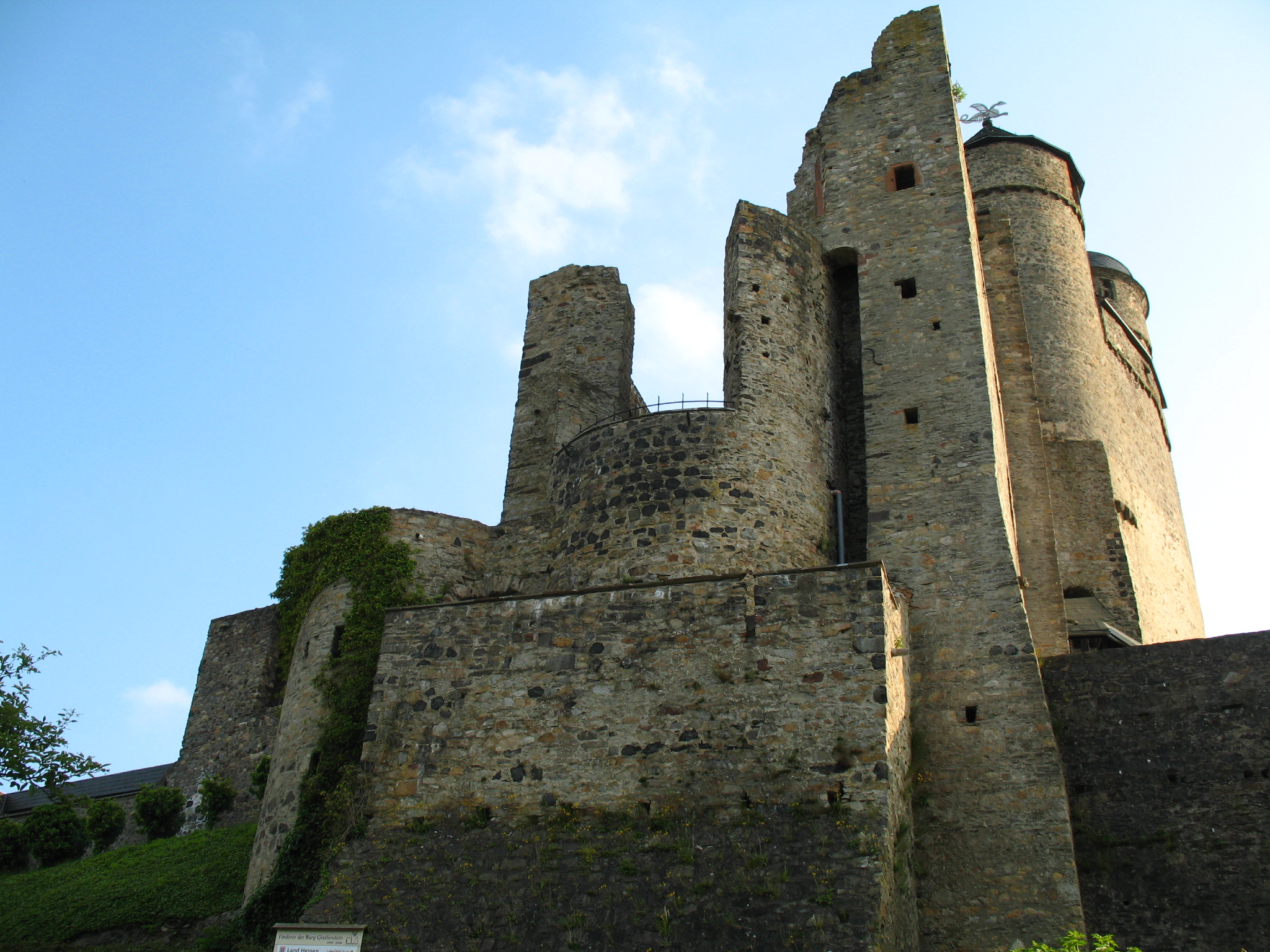
Замок Грайфенштайн
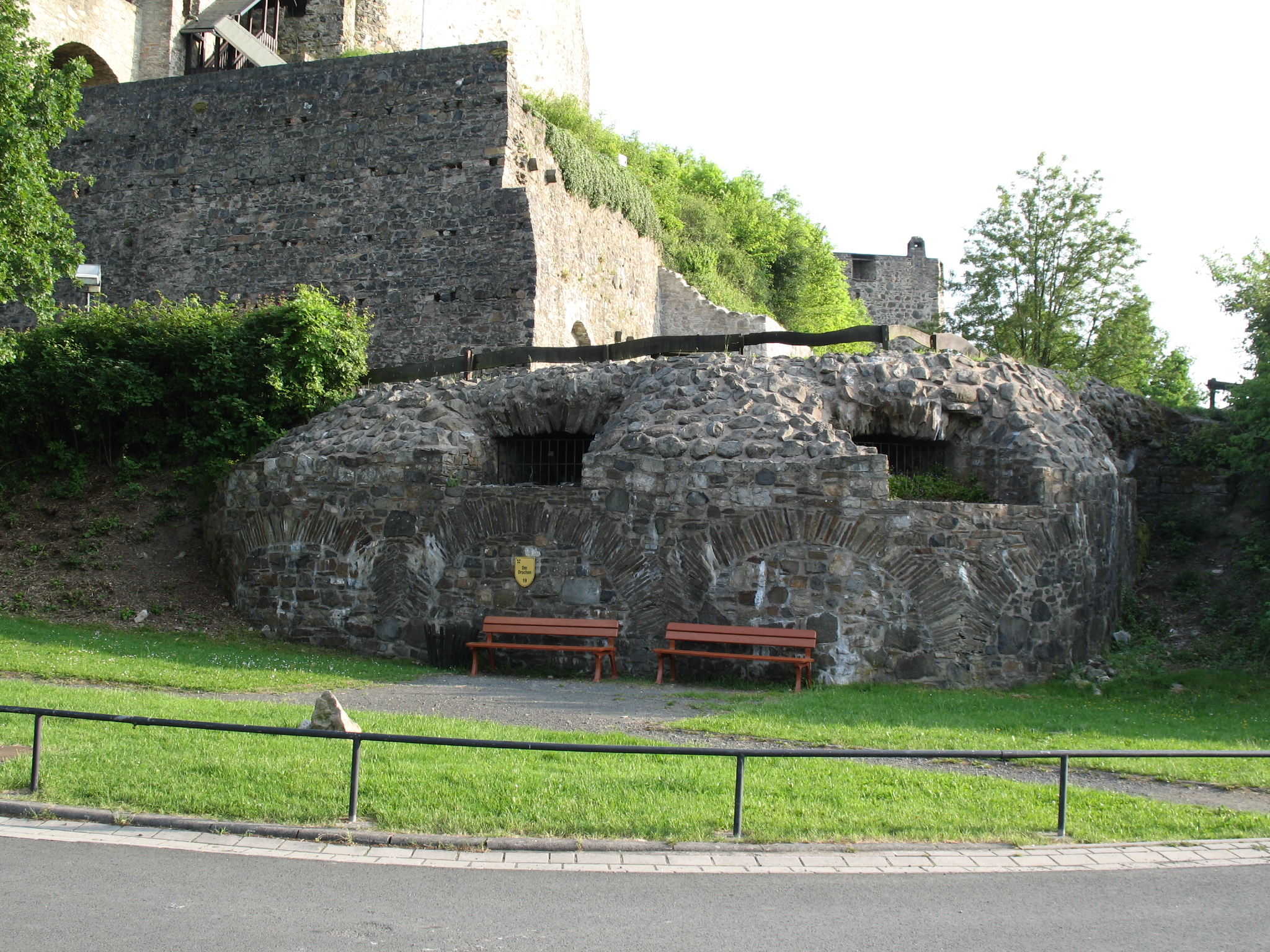
Замок Грайфенштайн